# Возмущение (астрономия)

Возмущение Солнцем орбиты Луны в двух точках. Синие стрелки показывают вектор гравитационного воздействия на систему Земля — Луна, не влияющего на их положение относительно друг друга. Серые стрелки — вектор гравитационного воздействия Солнца на Луну. Вычитание векторов даёт вектор пертурбационного воздействия на Луну относительно Земли (красные стрелки). Различное направление и величина векторов указывает на постоянное изменение формы орбиты Луны.

Пертурбация (возмущение орбиты) — отклонение небесного тела от орбиты под влиянием иных сил, кроме гравитационного притяжения центра масс системы, таких как другие небесные тела или сопротивление среды.
Изучение пертурбаций началось в древности, вместе с первыми попытками расчёта движений небесных тел, но до XVII века их природа оставалась загадкой. Исаак Ньютон попытался применить разработанные им законы движения и гравитации для анализа возмущения орбит, но столкнулся со значительными трудностями в вычислениях. В 1684 году он писал: «Отклонение Солнца от центра гравитации не позволяет центростремительной силе всегда быть направленной в этот неподвижный центр, из-за чего планеты не движутся по строгим эллипсам и не совершают полный оборот по одинаковой орбите. Всякий раз, когда подобно Луне, планета начинает новый виток, на её орбиту влияют совместные движения всех прочих планет, не говоря уже об их взаимном воздействии друг на друга. Точно рассчитать орбиту планеты с учётом всех этих влияний, как мне кажется, не под силу человеческому разуму.» Проблема оставалась в центре внимания многих математиков XVII—XVIII веков, вследствие острой потребности в точных таблицах положений Луны и планет для морской навигации.
Траектория движения тела в одном гравитационном поле называется невозмущённой кеплеровой орбитой и представляет собой коническое сечение, которое можно легко описать геометрическими методами (задача двух тел). Добавление в систему ещё одного тела приводит к значительно более сложной задаче трёх тел. В реальности же на движение тела всегда влияет множество других тел, и проблема описания их траекторий называется гравитационной задачей N тел. Существуют аналитические решения (математические выражения, предсказывающие положение точки в любой последующий момент времени) для задачи двух тел, но для задачи N тел решение не найдено до сих пор, кроме нескольких особых случаев. Даже задача двух тел становится неразрешимой, если одно из них неправильной формы.